# إفير بالاسيوس
إفير بالاسيوس (بالإسبانية: Ever Palacios) ولد 18 يناير 1969 في كولومبيا، هو لاعب كرة قدم كولومبي. يلعب كمدافع. سبق له أن لعب في كأس العالم لكرة القدم مع منتخب بلاده.

## المسيرة الاحترافية

### أندية لعب لها
- ديبورتيفو كالي
- أتلتيكو ناسيونال
- جونيو دي بارانكويلا
- شونان بلمار
- كاشيوا ريسول

## روابط خارجية
- إفير بالاسيوس على موقع الاتحاد الدولي (مؤرشف)  (الإنجليزية)
- إفير بالاسيوس على موقع رابطة كرة القدم اليابانية للمحترفين (اليابانية)
- إفير بالاسيوس على موقع قاعدة بيانات كرة القدم.إي يو (الإنجليزية)
- إفير بالاسيوس على موقع ناشيونال فوتبول تيمز (الإنجليزية)
- إفير بالاسيوس على موقع Soccerway.com (الإنجليزية)
- إفير بالاسيوس على موقع عالم كرة القدم.نت (الإنجليزية)